# Nosopsyllus barbarus
Nosopsyllus barbarus är en loppart som först beskrevs av Jordan et Rothschild 1912.  Nosopsyllus barbarus ingår i släktet Nosopsyllus och familjen fågelloppor. Inga underarter finns listade i Catalogue of Life.